# Kyle of Lochalsh

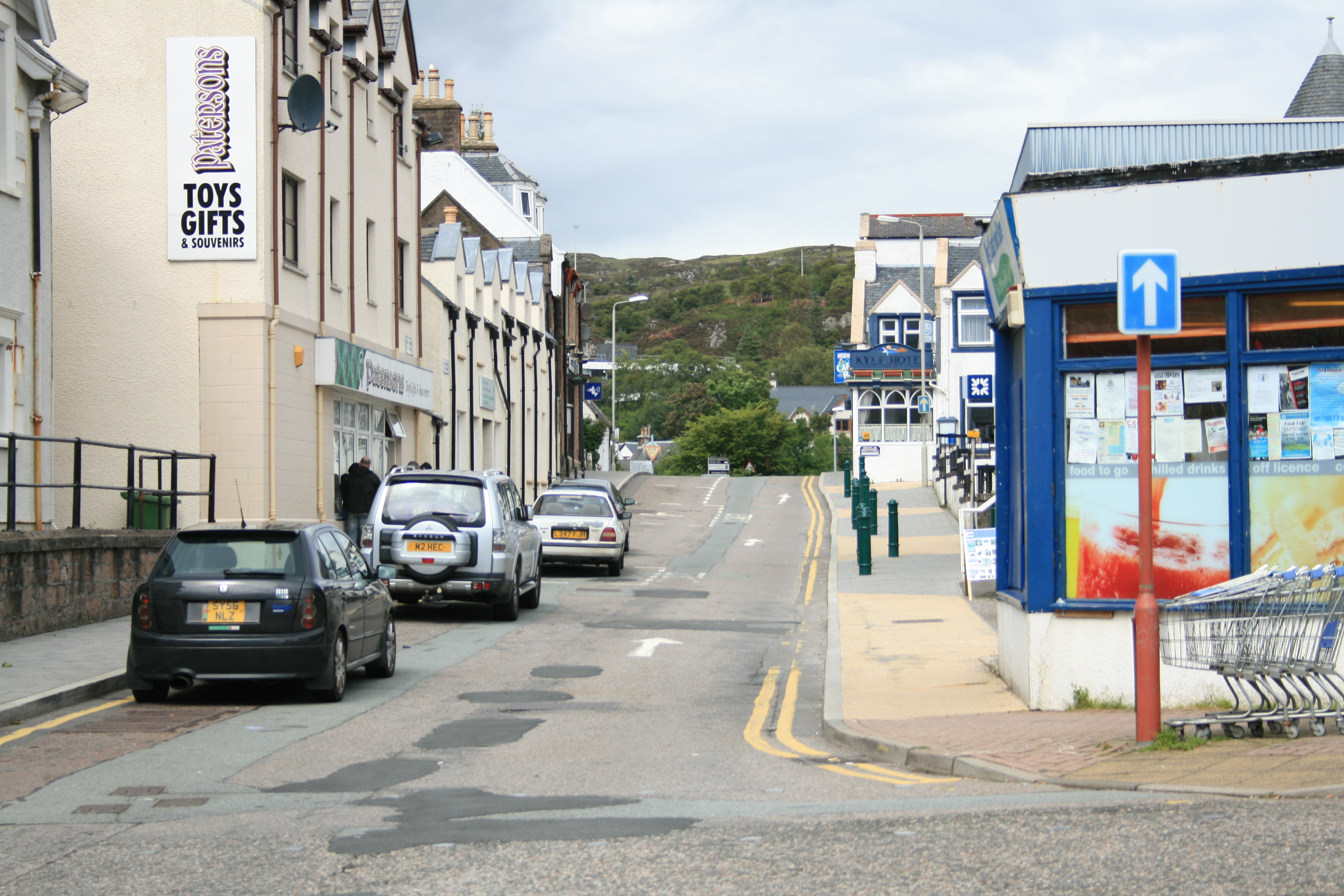
Calle principal de Kyle of Lochalsh.

Kyle of Lochalsh (gaélico escocés: Caol Loch Aillse (Estrecho del Lago Espumoso)) es un pueblo escocés en el consejo de Highland. Está situada a unos 125 kilómetros al oeste de la capital regional, Inverness, al lado de la carretera A87. El pueblo lleva al nombre de Loch Alsh, un mar que está enfrente del pueblo. Había una línea de transbordadores entre Kyle of Lochalsh y el pueblo de Kyleakin en la Isla de Skye, pero fue reemplazado en 1995 por el Puente de Skye, con una longitud de dos kilómetros.
Según el censo de 2001, la población de Kyle of Lochalsh es 739 habitantes. 84,7% de su población fueron nacidos en Escocia, 10,96% en Inglaterra, 0,41% en Irlanda del Norte, 0,27% en Irlanda, 1,49% en resto de Europa y 2,17% en el resto del mundo. 18,54% del pueblo hablan el idioma gaélico escocés, más que el medio escocés de 1,16%.